# Cratere Telon
Telon è un cratere sulla superficie di Dione.